# Plaza Franklin Roosevelt
La Plaza Franklin Roosevelt, más conocida sólo como Plaza Roosevelt, es un espacio público ubicado en la zona central de la ciudad de São Paulo, Brasil, entre las rúas Consolação y Augusta. En ella había un conjunto arquitectónico de concreto construido en la década de 1960 sobre el pasaje subterráneo entre el  Elevado Presidente João Goulart y la Ligação Leste-Oeste. La plaza anteriormente era conocida como Praça da Consolação.

## Historia

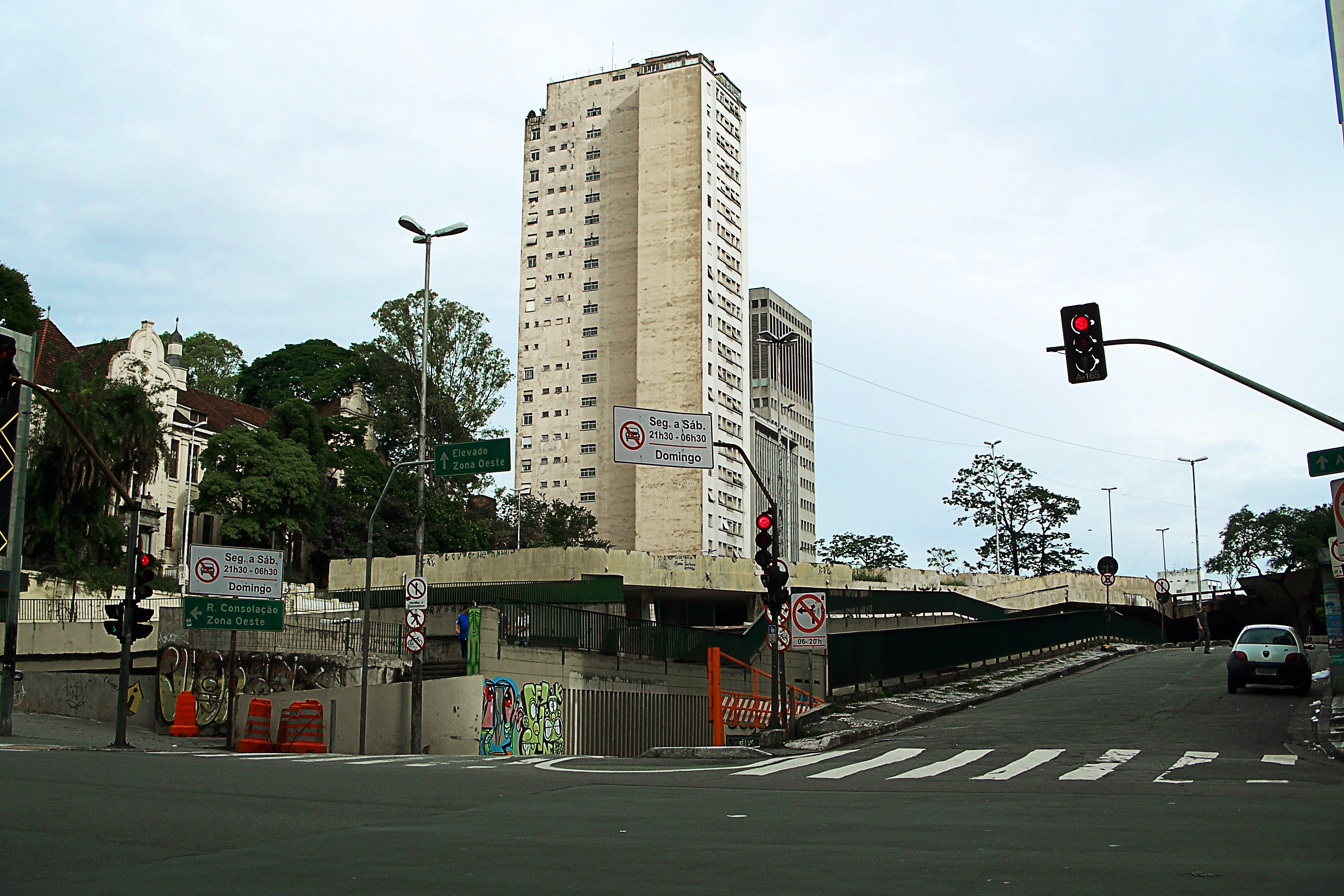
Plaza Roosevelt, vista desde la esquina de las calles Martinho Prado y Martins Fontes. A la izquierda se ve el edificio de la Escola Caetano de Campos. En el centro de la foto está uno de los accesos al Minhocão.

La zona donde hoy se encuentra la plaza perteneció a Veridiana da Silva Prado en el siglo XIX. Era propietaria de una casa adosada junto a la antigua iglesia de la Consolación, donde solía alojarse cuando estaba en la capital. En la época, la zona era considerada uno de los suburbios de São Paulo.Cuando Doña Veridiana comenzó a construir su mansión en Higienópolis, a finales de la década de 1880, la finca comenzó a ser parcelada, dando lugar a calles y, más tarde, a lo que se conoció como Praça da Consolação.
A principios del siglo XX albergó el Velódromo de São Paulo, el primer estadio de fútbol de Brasil que fue expropiado en 1915 para dar paso a la Rúa Nestor Pestana. Cuando se inició la construcción de la Iglesia de Nuestra Señora de la Consolación, frente a la Rua da Consolação, en 1910, el terreno contiguo a la nueva iglesia se utilizó como aparcamiento y espacio para mercadillos.  Los terrenos para la rúas Consolação, Martinho Prado, Augusta y Olinda, y los terrenos cerrados que quedan de la antigua chacra Marinho Prado, esta área ya ocupada para mejoras municipales y necesaria para la apertura de la plaza terminal de la Avenida Ipiranga."
Creada originalmente sin planificación, la plaza fue asfaltada en la década de 1950 sin nivelar adecuadamente el terreno, lo que empezó a provocar desprendimientos que acabaron con parte del asfalto. Fue a partir de esta urbanización cuando los registros oficiales de la ciudad la empezaron a denominar Plaza Roosevelt. El descampado situado detrás de la iglesia se convirtió en un aparcamiento para setecientos coches.
También había mercadillo los miércoles y los sábados. Los demás días de la semana, el tramo adoquinado se utilizaba como aparcamiento. La feria de los miércoles se extinguiría en mayo de 1961 con la intención de mejorar el tráfico en la zona, mientras que la feria de los sábados se extinguiría en enero de 1968. A partir de la década de 1950, el barrio alrededor de la plaza comenzó a ver sus mansiones demolidas, aunque ya tenía árboles antes del proyecto que sería objeto a finales de la década de 1960. A lo largo de la década de 1960, la zona vivió su "fase dorada", con cines de arte y discotecas frecuentadas por artistas."Roosevelt era una comunidad", recordaba en 2011 la actriz y directora Dulce Muñiz. "Durante la dictadura, la convertimos en nuestro reducto. Todo el mundo relacionado con las artes venía aquí. Con la construcción de la plaza, la zona decayó."

### Proyecto
En la década de 1960, el alcalde de la ciudad, José Vicente Faria Lima, decidió construir un gran complejo arquitectónico en el lugar,en un proyecto de urbanización anunciado en 1967, que incluía un centro cultural con un auditorio para dos mil personas y un complejo educativo. El proyecto fue realizado por el paisajista Roberto Coelho Cardozo, portugués afincado en Brasil y profesor de paisajismo en la FAUUSP. El complejo constaba de dos grandes estructuras de hormigón. El proyecto, con mucho hormigón y poca vegetación, fue criticado desde su concepción, así como después por la revista Veja en São Paulo, que en 1985 lo tildó de "monstruosidad arquitectónica", y por Folha de S.Paulo, que en 2006 la calificó de "intervención desastrosa". En un artículo sobre obras "equivocadas" en São Paulo, el proyecto de la Plaza Roosevelt fue criticado de nuevo por Veja en 1987: "El problema está realmente en la superficie. La plaza tiene demasiado cemento, demasiadas escaleras, demasiados callejones y edificios. Es fea. No tiene árboles ni jardines".  El mismo artículo incluye una declaración de Paulo Mendes da Rocha, entonces presidente de la filial paulista del Instituto de Arquitectos de Brasil: "La plaza Roosevelt es un buen ejemplo de lo que nunca debe ser una plaza". En mayo de 2010, la plaza fue calificada de "ociosa" y "un punto abandonado en medio de importantes avenidas de la ciudad" por el portal Último Segundo.

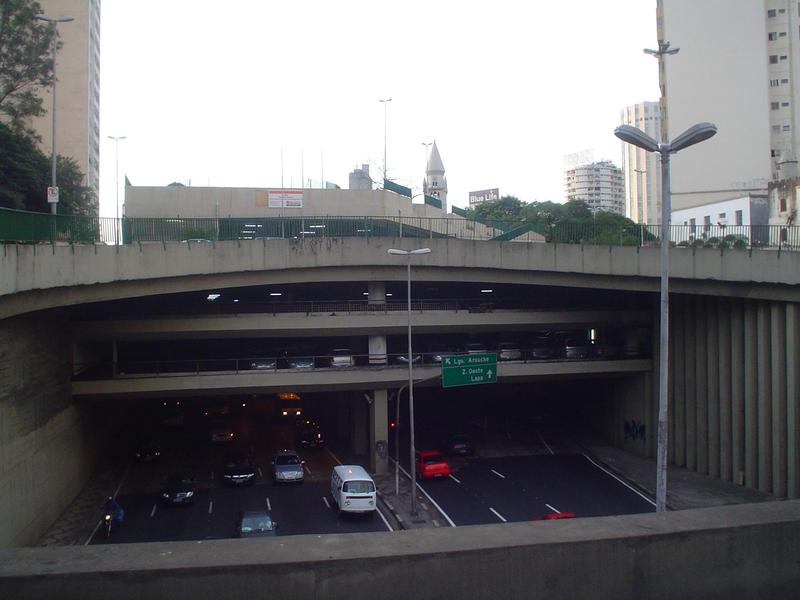
Tramo del Enlace Este-Oeste bajo la Plaza Roosevelt, con la "Plaza del Pentágono" encima

Cuando Jânio Quadros asumió la alcaldía de São Paulo por segunda vez, en 1986, anunció la idea de construir garajes subterráneos bajo varias plazas de la ciudad, y la Plaza Roosevelt fue citada como precedente negativo durante la polémica que sobrevino.  En un artículo publicación por el portal R7 en mayo de 2010, Rita Gonçalves, gerente de intervención urbana de la Emurb, afirmó que la plaza "se quedó corta en términos de conservación". También criticó la falta de accesibilidad del proyecto, que sólo se habría guiado por una "reinvención del paisaje", característica de los proyectos de la época en que se levantaron las estructuras de hormigón.
En una de las estructuras, más cerca de la Rua da Consolação y junto a la Iglesia de Nossa Senhora da Consolação -que estuvo a punto de ser demolida durante la reforma - había dos rampas cilíndricas que rodeaban un respiradero del Enlace Este-Oeste y daba acceso al nivel superior, denominado "Praça dos Pombos", donde estaba previsto un palomar, un estanque y mucha vegetación. La otra estructura, de 440 921 metros cuadrados y en un nivel superior a la "Praça dos Pombos", se denominó "Praça Pentagonal" y contaba con unos bancos de hormigón. Para dar paso a las estructuras, se demolieron las casas que se alzaban a los lados de la iglesia.

## Construcción e inauguración
El contrato para el proyecto de renovación fue firmado por Faria Lima el 27 de mayo de 1968. Con una inversión de once millones de cruzeiros novos, fue el mayor contrato jamás firmado por el Ayuntamiento. Las obras para pasar el Enlace Este-Oeste por debajo de la Rua da Consolação, sin embargo, formaban parte de otro proyecto y ya se estaban finalizando.
El plazo inicial era que la reurbanización de la plaza estuviera concluida en trescientos días, y en julio aún se esperaba que estuviera terminada antes del final del mandato del alcalde, en abril de 1969. Ese mes de julio, alrededor de seiscientos obreros trabajaban en la obra "las 24 horas del día", según la publicación Diário Popular.El 2 de agosto, la adyacente rúa Martinho Prado fue cerrada por el Ayuntamiento para facilitar las obras, provocando una serie de cambios en los sentidos de varias calles cercanas.
El plazo no se cumplió y, en abril de 1969, uno de los últimos actos de Faria Lima en el Ayuntamiento -dejaría el cargo el día 8- fue una reunión con los obreros de la construcción, tras el encuentro de los frentes de pavimentación subterránea. Los cerca de seiscientos empleados fueron homenajeados con una "chopada" ofrecida por el consorcio que realizaba la obra.
En aquel momento, la entrega de la nueva versión de la plaza estaba prevista para agosto, pero no se inauguraría hasta el 25 de enero de 1970, día del 416 aniversario de la ciudad, con la presencia del entonces presidente Emílio Garrastazu Médici, y después de muchas correrías de los empleados del Ayuntamiento para preparar la fiesta. Entre los actos del día de la inauguración, hubo una exposición de obras del pintor Cândido Portinari, una actuación de la Orquestaa Sinfónica de São Paulo, dirigida por el maestro Donald Johanos (el "cuarto más famoso del mundo" en la época), por la orquesta sinfónica de Dallas y una exposición de esculturas al aire libre, con obras de Claudio Tozzi y Nicolas Vlavianos, entre otros.
De hecho, sólo se entregó el paseo de 65.000 metros cuadrados. Otros elementos del proyecto, como un restaurante, cuatro tiendas, un aparcamiento, un bar, un supermercado, una sucursal bancaria y un mercado de frutas y verduras aún no estaban listos, Una situación que no ha cambiado ni cinco meses después. "La plaza sigue siendo un fantasma de hormigón armado, a pesar de las 'fiestas' promovidas por el Departamento de Turismo del Ayuntamiento", escribía O Estado de S. Paulo en junio.
Cuando se abrió el aparcamiento, durante un mes no se cobró a los usuarios, y después se cedió la concesión a Serviços Automáticos Boa Viagem Ltda. No pasó mucho tiempo antes de que la plaza se cerrara por reformas debido a las infiltraciones."La mejor época aquí fue en los años 70 y 80", recordaba Renato Orbetelli, en aquel momento el comerciante más antiguo de la Plaza Roosevelt, con 43 años en la zona. "Entonces había muchas tiendas, todo estaba abierto. Esta zona era para gente de alto nivel, de alto poder adquisitivo. Después de los años 90, cuando el centro decayó, todo lo de alrededor se fue con él" .
La feria permaneció en la plaza y en 1985 se utilizó para probar la estandarización de las ferias de São Paulo, que sería aprobada y extendida a las demás ferias de la ciudad. En aquella época, se expedían licencias para los puestos de venta, y sólo podían obtenerlas quienes habían recibido permiso para instalarse allí hasta 1964.

### Degradación

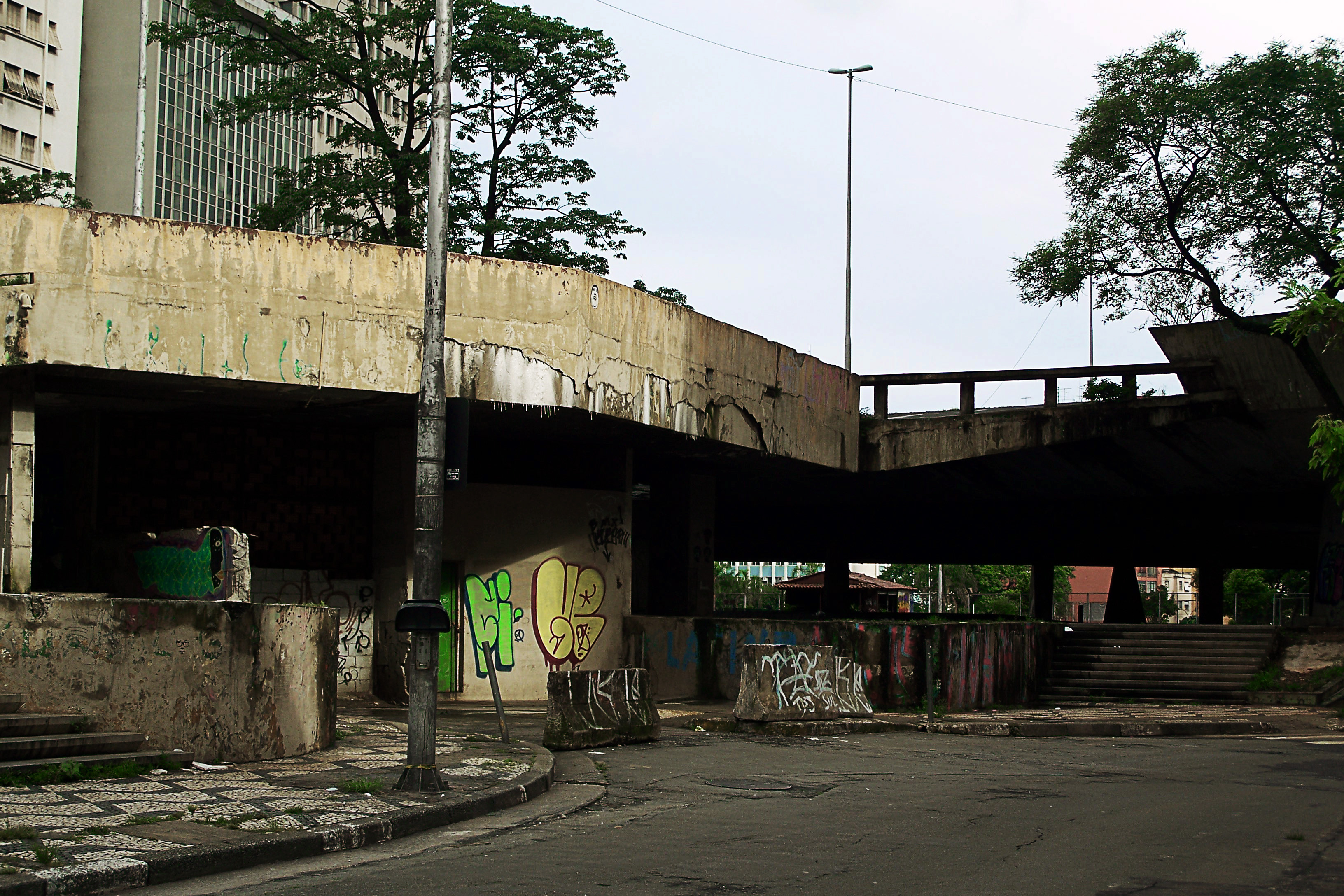
La estructura de la "Plaza del Pentágono" en enero de 2010

Ninguno de los emprendimientos instalados en la plaza desde su inauguración ha tenido éxito. A pesar de la intención de que la plaza se convirtiera en un punto de referencia de la ciudad, apenas tres años después de la inauguración el lugar ya tenía goteras por todas partes, provocando infiltraciones que abrían grietas en las paredes, el suelo estaba remendado y los parterres seguían sin flores. En la época, Estadão citaba una crítica de los asiduos al lugar: "Construida para ser la plaza del futuro, Roosevelt se ha convertido en otro monstruo de hormigón inacabado, entre los muchos que existen en São Paulo." Las baldosas previstas para la columna frente al supermercado, que ya estaba ennegrecida por la contaminación de hollín, nunca se colocaron.
El proceso de degradación se aceleró a partir de la década de 1980,  cuando muchas de las salas de conciertos abandonaron la plaza, pero, en compensación, empezó a ser utilizada por skaters como punto de encuentro para la práctica de su deporte.  El colegio que había en el lugar fue constantemente invadido y saqueado tras su cierre y ni siquiera tapiándolo se solucionó el problema. El último en abandonar la plaza fue el supermercado Pão de Açúcar en 2006, Y su marcha es considerada por el vecindario como una de las razones por las que la plaza se ha convertido en un "escondite de marginales, drogadictos y sin techo".
Ya en la década de 1990, el publicación O Estado de S. Paulo escribió que la plaza era "uno de los lugares más criticados por la población de São Paulo debido a la suciedad y el ruido". La plaza, con grietas en las estructuras de hormigón que provocaban goteras en el espacio inferior, empezó a ser tomada por mendigos y drogadictos, que permanecieron bajo la rampa junto a la iglesia durante la madrugada, abandonando el lugar cuando llegaba la Guardia Civil Metropolitana. "Si hoy te das una vuelta por aquí, encontrarás goteras, indigentes y mucha suciedad", declaró el comerciante João Medeiros do Nascimento, que tenía un establecimiento allí, a Jornal da Tarde en abril de 2007.  En noviembre de 1997, se intentó reubicar a los 1.200 vendedores ambulantes y artesanos que participaban en una feria en Praça da República desde hacía 20 años, Pero los artesanos protestaron y la iniciativa no salió adelante. En la época, ya se hablaba de "demoler completamente la plaza a partir de enero de 1998", con la plantación de árboles y parterres y la construcción de una pista de jogging."La plaza tiene edificios de hormigón por encima del nivel de la calle", explica José Eduardo Lefèvre, responsable de los proyectos de revitalización presentados en 2005. "No se ve lo que hay dentro y no te atrae entrar". 

### Revitalización
El primer teatro, del grupo Os Satyros, llegó a la plaza en 2000, "para competir por el espacio con traficantes de drogas y prostitutas", según informó la revista Sãopaulo en 2011. "La plaza estaba destruida", dijo Rodolfo Vázquez, uno de los fundadores del grupo, en 2011. "La rutina con los narcos era muy difícil. Rompían las luces de las aceras y nadie quería pasar. El primer periodo fue heroico. Nadie de los que frecuentaban la zona nos aceptaba." En 2001, una reforma de urgencia, que costó 150.000 reales, facilitó el paso de los peatones al derribar algunos muros y reparar algunas barandillas, y también se retiraron bancos con la intención de evitar la entrada de indigentes.  Al año siguiente, la financiación del Banco Interamericano de Desarrollo (BID) previó inversiones en la restauración de cuatro plazas de la región central, una de las cuales fue Roosevelt, que resultó ser la única de las cuatro que no fue revitalizada, debido a la falta de discusión en una audiencia pública. Según Vázquez, la última vez que recibió amenazas de narcotraficantes fue en 2005, época en que los espectáculos presentados en los teatros de la plaza comenzaron a ser un éxito.  En junio de ese mismo año, cuando la plaza era uno de los "escaparates" del entonces recién elegido alcalde José Serra, y luego en abril de 2007, el gobierno de la ciudad anunció un plan para demoler la "Plaza Pentagonal", para dejar la Praça Roosevelt completamente plana, con la construcción de un jardín, que estaría listo en abril de 2009, pero en abril de 2008 la licitación aún ni siquiera se había realizado y, en junio, el Jornal da Tarde titulaba que la reforma se había "convertido en leyenda".
Uno de los factores que retrasaron las obras fueron los escombros que se habían acumulado bajo la losa de la "Plaza Pentagonal", que fueron retirados en septiembre de 2008. El retraso en la realización de los proyectos llevó al secretario de Educación del gobierno de Gilberto Kassab, Alexandre Schneider, a calificar la plaza como el "talón de Aquiles del gobierno", lo que causó malestar entre los partidarios del gobierno, aunque el secretario se retractó posteriormente.  Aunque la estructura de hormigón se considera la principal razón de la degradación del lugar, muchos residentes están en contra de la demolición.  Con la estructura aún ruinosa, en agosto de 2009 la discoteca Kilt, en la esquina de la plaza y la Rua Nestor Pestana, fue declarada de utilidad pública, con la intención de convertir el lugar en una zona verde, pero en mayo de 2010 aún no se le había notificado oficialmente la expropiación, a pesar de que la zona de la discoteca My Love, frente a Kilt, también había sido declarada de utilidad pública el día 13. Entre las personas escuchadas por el portal R7 en aquel momento, había quienes decían que las discotecas aportaban seguridad a la zona y quienes decían exactamente lo contrario. Kilt sería precintada el 23 de agosto de 2012, cogiendo por sorpresa a sus empleados, que tuvieron que hacer la mudanza a toda prisa. La demolición comenzó el 8 de septiembre, y a lo largo del camino varios peatones se detuvieron para tomar fotos del lugar.
.

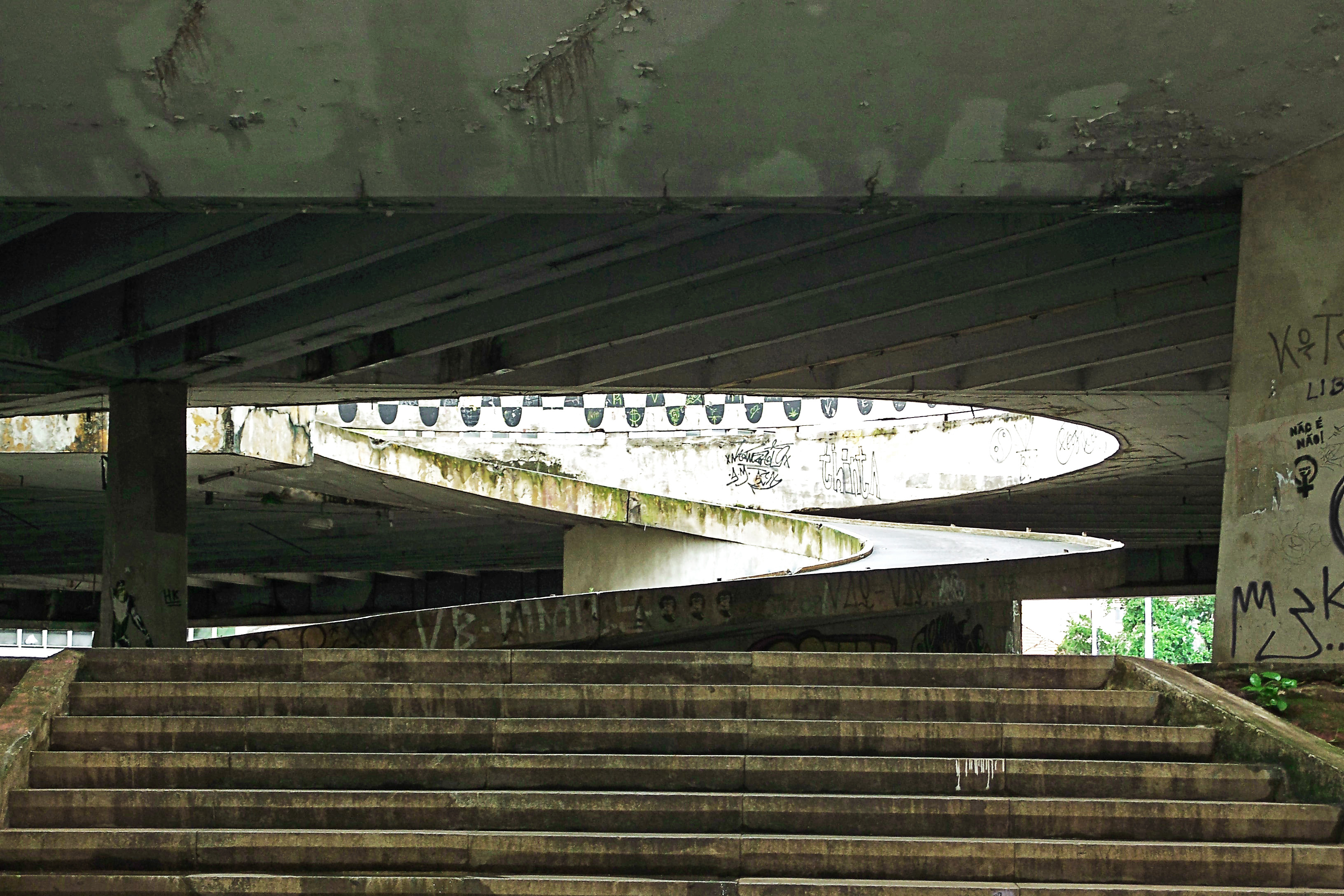
Rampa de acceso a la "Praça do Pentágono", una de las estructuras de la Plaza Roosevelt, en enero de 2010

Las repercusiones de un asalto, el 5 de diciembre de 2009, a la sede del grupo de teatro Parlapatões, que dejó herido al dramaturgo Mário Bortolotto, dieron lugar a nuevas especulaciones sobre la siempre retrasada revitalización de la plaza, cuyo inicio estaba previsto para junio de 2010. Propietarios de establecimientos ubicados en la plaza aprovecharon el espacio mediático que les dio el caso para quejarse de la seguridad y reclamar una mayor presencia policial en la zona, ya que consideran que los ladrones se mezclan con los indigentes. Seis días después, el BID anunció que podría liberar cuarenta millones de reales para la renovación a finales de enero de 2010. "Confiamos en que esta vez el proyecto saldrá adelante", dijo a JT Raul Barretto, uno de los fundadores de Parlapatões. "Uno de los nuevos proyectos anunciados fue la transformación de un edificio de once plantas situado en la Rua Martinho Prado, en el borde de la plaza, en la Escuela de Teatro de São Paulo, con un presupuesto de 4,2 millones de reales y una entrega prevista para el segundo semestre de 2010.
La licitación se publicó el 12 de enero de 2010, e incluía obras de demolición, restauración y refuerzo estructural, acondicionamiento de espacios, construcción de nuevas estructuras y ejecución de medidas de adecuación, rehabilitación y ajardinamiento de la plaza, así como la plantación de doscientos árboles de especies autóctonas. El proyecto de revitalización elaborado por EMURB preveía, además de la demolición de las estructuras de hormigón, la colocación de árboles y bancos en el mismo lugar, como incentivo para ocupar el espacio, una lámpara por cada quince metros cuadrados, todas ellas más bajas que las copas de los árboles para evitar sombras por la noche, aunque el proyecto dado a conocer tres meses después sólo hablaba de reducir el número de plantas de la estructura de hormigón con la construcción de rampas y escaleras para mejorar el acceso. Para transformar la plaza en un "espacio seguro de socialización", el proyecto incluye la instalación de una comisaría de policía en un lugar estratégico y la instalación de cámaras de seguridad. El coste total previsto era de cuarenta millones de reales, con una duración de las obras de 24 meses, aunque todavía no había previsión de inicio. El Plan de Metas del Ayuntamiento de São Paulo prevé la finalización para mayo de 2011, pero en mayo de 2010, la Secretaría Municipal de Planeamiento predijo la finalización dos años después del inicio de las obras.
La expectativa era que las obras comenzaran en septiembre, con la menor intervención posible en las calles adyacentes y en la avenida que pasa por debajo de la plaza."No hay forma de parar el Enlace Este-Oeste, sería un gran inconveniente", explicó un directivo de Paulitec, la empresa que ganó la licitación para realizar el proyecto."Vamos a hacer una demolición quirúrgica. Es un proyecto complicado, estructural y operativamente." Los vecinos y comerciantes del barrio, sin embargo, ya no creían que la reforma siguiera adelante. "Ah, hijo mío", explicaba un empleado de una de las floristerías de la plaza a JT en agosto, "los años de elecciones siempre son así: prometen que van a renovar y no pasa nada". Otro residente se hacía eco de la incredulidad: "Todo lo que han hecho ha sido para peor. Quitaron el supermercado, el colegio, pusieron barandillas. Ahora está vacío, ves pasar ratas, es horrible." El contrato se firmó el 1 de septiembre, con un presupuesto de 36,8 millones de reales, tras ser aprobado por el BID, que prestaría el 85% del valor de la obra, y el resto lo pagaría el Ayuntamiento. En abril de 2012, la estimación presupuestaria había aumentado a 55 millones de reales, aunque la proporción relativa al préstamo del BID seguía siendo la misma.
Las obras no comenzaron hasta octubre, con fecha oficial de finalización en septiembre de 2012. El grupo Ação Local Roosevelt propuso que el revestimiento colocado alrededor de la plaza pudiera ser pintado con la historia del lugar, lo que, según los representantes, sería mejor que el grafiti. Se invitó a 122 grafiteros, que dejaron su huella en el revestimiento de aluminio que rodea la plaza durante la renovación. Las demoliciones necesarias deben realizarse manualmente, para no dañar las estructuras del Enlace Este-Oeste, que se mantendrán, así como los dos garajes. La primera fase incluía la demolición del pentágono, así como del antiguo colegio y el antiguo supermercado; después se demolerían las bases de la Guardia Civil y la Policía Militar Metropolitana y el Centro de Información a la Mujer de la ONG. La medida del primer ministro provocó algunos retrasos en la segunda fase de demoliciones, ya que a la corporación le resultaba difícil abandonar la zona que había ocupado. En enero de 2011, uno de los ingenieros responsables de las obras estimó que se había completado el 70% de la demolición, incluida la mayor parte del Pentágono.Los vecinos de los alrededores de la plaza han aprovechado las obras para solicitar mejoras, como aceras ecológicas, plantación de árboles frutales y papeleras más resistentes. "Roosevelt lleva mucho tiempo en un agujero negro, y depende de los vecinos hacer algo para cambiar esta triste realidad", se quejaba un residente al Jornal da Tarde en marzo. El Ayuntamiento, sin embargo, dijo no haber recibido estas demandas. En una reunión con los vecinos la semana siguiente, presentó algunos de los cambios previstos, aunque ninguno de ellos figuraba entre las demandas citadas por el JT. La iglesia también empezó a tener problemas con robos y vidrieras rotas, y sus representantes culparon a la escasa visibilidad debida al revestimiento de la construcción.
Los residentes también dijeron estar preocupados por la migración de usuarios de crack de Cracolandia tras la inauguración de la renovada plaza. Citaron en abril de 2012 que los consumidores de drogas que permanecían en la zona del "Nova Luz" se habrían extendido tras el inicio de las acciones policiales en la zona en enero. "Han sido dos años de vivir con el ruido y el polvo, y aun así, no puedo arriesgarme a decir que todo va a valer la pena", dijo un residente a JT. "¿De qué sirve renovar y no tener a nadie que la cuide y no tener nada que atraiga a la gente a la plaza?" Un experto en urbanismo escuchado por Jornal da Tarde en su momento explicó que la degradación sufrida anteriormente por la plaza podría estar causando la sensación de desconfianza, pero garantizó que el éxito de la nueva plaza también dependía de los propios residentes. "La probabilidad de que la plaza se convierta en una nueva tierra de grietas es del 50%", advirtió. "Si la población no ocupa la plaza, dentro de un año será un vertedero de polvo y todo tipo de problemas. Corresponde a los poderes públicos planificar y construir la ciudad para los ciudadanos, y nosotros tenemos que aprender a reocupar la ciudad."
Los efectos de la remodelación en curso empezaron a notarse un año antes de la entrega de la nueva plaza. La librería HQ Mix, por ejemplo, vio cómo el alquiler del inmueble donde estaba ubicada se duplicaba con creces y tuvo que marcharse en noviembre. "Fui la primera víctima [del aumento del valor], todavía falta mucho", dijo al portal G1 en abril de 2012 el propietario de la librería, que se mudó a Higienópolis. El propietario del inmueble explicó que el alquiler que cobraba era más bajo debido a la situación de la plaza cuando compró el inmueble a mediados de los años 90: "Cuando llegué todo era muy barato y pensaban que era un excéntrico por vivir aquí. Hoy tengo que cobrar un precio más realista. Era una situación válida cuando no había compradores. Ahora los hay".  Otros inmuebles han visto incluso reajustados sus alquileres hasta tres veces. Los teatros, considerados una de las principales razones de la revitalización, han empezado a preocuparse por el aumento de los alquileres, ya que sólo uno de ellos es propietario del inmueble que ocupa. "El alquiler de los teatros sigue siendo el mismo porque el contrato es antiguo. Pero creo que habrá un cambio con la perspectiva de [renovar] la plaza", dijo a "G1" el gerente de uno de los teatros. "Es un riesgo [la subida de precios]. Sería triste que disminuyera el número de teatros, no se puede ni pensar en ello. El propio Teatro del Actor lleva aquí 16 años."
Otro efecto de la reforma fue la reubicación de la feria que en aquel momento se celebraba en la rúa João Guimarães Rosa junto a la plaza: se trasladó en el primer semestre de 2012 a la vecina rúa Gravataí, de una manzana, que termina en Roosevelt. Los comerciantes de la feria se quejaron de la decisión, ya que tenían menos espacio para exponer sus productos y los clientes tenían menos espacio para moverse. El alcalde Gilberto Kassab advirtió en julio que la estancia en Gravataí sería temporal, pero que el destino final de la feria no sería la plaza Roosevelt, ya que podría "perturbar" el entretenimiento de los visitantes de la plaza, según unas declaraciones del alcalde al Jornal da Tarde.  Esta decisión también generó quejas, tanto de los comerciantes del mercado como de los vecinos, que afirmaron en una entrevista al JT que no había otras opciones de mercados o fruterías cerca. La feria acabó trasladándose a la rúa Major Quedinho, después de que los comerciantes rechazaran otras tres ubicaciones sugeridas por el ayuntamiento. No obstante, el primer día en la nueva ubicación, el 5 de agosto, la Comisión en Defensa de la Feria Libre de Roosevelt organizó una acción, con una procesión que se dirigió hacia la rúa Major Quedinho después de demarcar las antiguas posiciones de los puestos en la rúa João Guimarães Rosa. La Secretaría Municipal de Coordinación de las Subprefecturas, sin embargo, dijo que en una encuesta que encargó, más del 90% de los puesteros estaban de acuerdo con el cambio. "O aceptábamos la propuesta del Ayuntamiento o se extinguía la feria", explicó uno de ellos. "Todos los feriantes querían seguir allí", reveló otro. "No existe la aprobación de nuestro gremio. Nos vimos obligados a aceptarlo".
En una inspección realizada a principios de febrero de 2012, Kassab garantizó que las reformas estarían terminadas en el segundo semestre de ese año. "Aquí es difícil poner fechas, pero vamos a hacerlo lo más rápido posible y si podemos [entregarlo] en la primera mitad del año, mejor", explicó Kassab. Un tramo de la acera, que ya había sido renovado por completo, acabó rehaciéndose entre febrero y marzo de 2012, para que cumpliera con el proyecto de accesibilidad para personas con movilidad reducida. La Secretaría de Infraestructuras Urbanas y Obras garantizó que este replanteo no afectaría al calendario de obras.
La valla que rodeaba las obras fue retirado en agosto para que los operarios pudieran trabajar en los accesos a la plaza. Esta eliminación permitió "un cambio drástico en el paisaje", con la salida del hormigón que solía haber allí, sustituido por un espacio abierto más colorido, con parterres con árboles y bancos de madera. Un grupo de residentes invitados a hacer una "encuesta" de la plaza dijeron que aprobaban el resultado. "Antes, la plaza era gris, con cemento que se caía, y peligrosa", dijo el presidente de Ação Local Roosevelt a JT. "Ahora no. Es muy colorida: verde, naranja, berenjena. Y la iluminación también es muy buena, con bombillas LED. Nuestra esperanza es que la comunidad se apropie del lugar." Los comerciantes entrevistados por el publicación dijeron que la retirada del revestimiento ha aumentado su sensación de seguridad. "Incluso les ha dado una sensación de libertad, de mirar al frente y no ver una pared", comentó uno de ellos. También había quienes desconfiaban, como una mujer citada por JT: "Nadie sabe realmente cómo va a quedar después de que se abra. Si no tienen cuidado, volverá a llenarse de drogadictos".

### Nueva plaza
A principios de septiembre, la inauguración estaba prevista para el día 29, el fin de semana anterior a las elecciones a alcalde, aunque la plaza había sido escenario de una fiesta popular el mes anterior, que funcionó, según el JT, como "una especie de inauguración no oficial". La inauguración, marcada por manifestaciones contra el alcalde Kassab, no fue completa: además del aparcamiento, que aún no se había entregado porque no formaba parte del mismo contrato que la reforma, la prometida base de la Policía Militar tampoco estaba lista, debido a un cambio en el proyecto, según el secretario de Infraestructura Urbana.
Un año después de la reforma, algunas de las mejoras prometidas aún no se habían cumplido, como la base de la Policía Militar y los quioscos que ocuparían los vendedores de flores, que seguían vacíos. En cuanto a la base policial, la respuesta de la alcaldía culpó a la burocracia: "El edificio de la Base de la Policía Militar fue concluido, pero como hubo modificaciones a pedido de la Policía Militar, los ítems del nuevo proyecto serán licitados y ejecutados bajo otro contrato. El Ayuntamiento está en conversaciones con la Policía Militar para fijar una fecha para la ejecución de este nuevo proyecto." Además, el aparcamiento subterráneo sólo estaba previsto para 2014 y las intervenciones prometidas a los skaters, cuya actividad sólo tenía un espacio delimitado por señales educativas, así como un horario establecido para la práctica, no habían llegado a buen puerto. El presidente de la Acción Local Praça Roosevelt se quejó de esta situación a la revista Veja São Paulo: "Ha traído más problemas que beneficios. Nosotros, como residentes, pedimos encarecidamente que se corrijan algunas cosas en el proyecto." El reportaje, sin embargo, también recogía el testimonio discordante de un residente vecino: "La plaza quedó abandonada. No está como queremos, pero está mejor. Sólo necesita un poco de organización".
El garaje subterráneo fue reabierto el 1 de diciembre de 2014, con 533 plazas, bajo la administración de la Compañía de Ingeniería de Tráfico (CET) y precios más bajos que el aparcamiento también operado por la CET en la Terminal Pinheiros. El espacio ya está abierto las 24 horas del día. Dos días antes, se inauguró en la plaza un espacio para skaters, con 1152 metros cuadrados y bautizado como "Skate Plaza". El nuevo espacio no sirvió para aplacar las quejas de los vecinos del barrio, que aseguraban que los skaters no se limitaban al lugar y hacían ruido frente a los edificios vecinos. Además, el lugar apareció grafiteado 24 horas después de su apertura, y la empresa responsable del mantenimiento de la zona consideró la posibilidad de pintar grafitis allí, para inhibir nuevos grafitis: "Si lo pintamos un día, al siguiente ya está grafiteado de nuevo, pero creo que los skaters respetarán los grafitis, por lo que será una buena solución. La colaboración con esta empresa también preveía la instalación de cámaras a mediados de 2015, para vigilar hasta dieciocho puntos en toda la plaza, incluidos dos de ellos en la pista de skate, uno de los cuales sería accesible para la policía.
Menos de cuatro años después de la reapertura, la nueva plaza seguía teniendo problemas de desperfectos, así como quejas persistentes de los vecinos por el ruido, según informó Veja São Paulo en marzo de 2016. Además del ruido al amanecer, provocado por grupos de jóvenes, la basura se acumulaba, atrayendo a las ratas. Las depredaciones inutilizaron el parque infantil, causando daños también en la iluminación de la plaza y en los aseos y dos de los quioscos. El Ayuntamiento ha prometido acondicionar los lugares.

## Vida cultural
Antes de que se construyeran las estructuras de hormigón, la Plaza Roosevelt era el lugar de encuentro de exponentes de la Bossa Nova en São Paulo. Por el restaurante Baiúca, que se encontraba en la plaza, pasaron nombres como Johnny Alf y Zimbo Trio a lo largo de las décadas de 1950 y 1960. El primer concierto de Elis Regina en la ciudad fue en el bar Djalma's, también situado en la plaza, el 5 de agosto de 1964. lo que le valió unos honorarios de cinco cruzeiros.  Hasta finales de la década de 2000, el bar, ya con otro nombre, seguía recibiendo fans de Elis.  "El ambiente en la plaza era favorable", dijo la cantante Alaíde Costa a JT en 2008. "Parecía que a todo el mundo le gustaba y entendía la música allí. La Praça Roosevelt era un lugar inolvidable" La musicóloga Zuza Homem de Mello añadió: "La Praça Roosevelt llevaba la música en las venas"
Fue también en la plaza donde apareció el Cine Bijou, el primer cine de arte y ensayo de la ciudad. Inaugurado en 1962, se convirtió en uno de los principales cines que proyectaban películas de arte y ensayo en la ciudad, pero cayó en decadencia junto con la plaza. Como resultado, las películas de arte y ensayo dieron paso a títulos más comerciales, pero esto no impidió que el cine cerrara sus puertas en la década de 1990. El teatro Studio 184 ahora funciona en el edificio del cine. Parte del edificio, sin embargo, ha estado mostrando películas de arte y ensayo quincenalmente desde 2011.
Además de los actos culturales celebrados con motivo de la inauguración de las estructuras de hormigón, el 25 de enero de 1970, ese día se inauguró una exposición de esculturas monumentales al aire libre, según la revista Veja para "sondear la inventiva de los artistas y la reacción del público". El Colégio Visconde de Porto Seguro funcionó en la Plaza Roosevelt hasta la década de 1970; actualmente, el edificio está ocupado por una de las sedes de la Escuela Estadual Caetano de Campos. 
A principios del siglo XXI, la llegada de grupos de teatro como los Parlapatões y los Satyros dio a la plaza un nuevo aire cultural, sin paliar, sin embargo, la degradación social de las estructuras de hormigón.  "Cuando llegamos a la plaza, en diciembre de 2000, Roosevelt era considerada uno de los lugares más peligrosos del centro de São Paulo, comparable a Cracolândia en términos de violencia y número de asesinatos", declaró Rodolfo García Vázquez, fundador de los Satyros, a Folha de S.Paulo en 2007. "A lo largo de los años, debido principalmente a la acción de los teatros, la plaza se convirtió en una zona de cultura y arte, rodeada de varios focos de prostitución y tráfico de drogas." Para el JT, "la plaza se ha convertido en una de las direcciones alternativas de la clase artística de São Paulo". Diogo Viana, director del mismo grupo, comparó los dos momentos de la plaza con el Jornal da Tarde en 2009: "Al principio aquí era un vertedero. Los traficantes siempre nos amenazaban. Hoy Roosevelt se ha convertido en un espacio de teatro 'underground'. Un teatro rápido, donde todo puede pasar".  En 2005, los Satyros crearon las "Satyrianas", un festival de artes escénicas que se incorporó al calendario oficial de eventos de la ciudad. Inicialmente se celebraba en la propia plaza, con diversas representaciones teatrales hasta altas horas de la madrugada con precios de entradas dictados por cada espectador, en 2010 se celebró a una manzana de distancia, en la esquina de las calles Augusta y Caio Prado, debido a las reformas.
Los teatros han propiciado el florecimiento de otras ramas en los alrededores, como los bares. La librería HQ Mix, especializada en cómics, también se ha instalado en la plaza y ahora publica hasta seis libros al mes, apostando por la vida nocturna generada por los teatros.  A pocos metros de la plaza, la Rúa Avanhandava se convirtió al mismo tiempo en un centro de restaurantes sofisticados. Los bares fueron objeto de polémica en abril de 2010, cuando un reportaje del Jornal da Tarde detectó mesas instaladas por el bar Satyros entre los parterres y jardines de la plaza en las noches entre el miércoles y el sábado. El grupo de teatro dijo que tenía permiso de la Subprefectura de Sé para ocupar la plaza con actividades culturales, pero el ayuntamiento alegó que la autorización para colocar mesas y sillas era para un solo evento y que el establecimiento podría ser multado e incluso clausurado. Las personas escuchadas por JT tenían opiniones divididas, con algunos quejándose de la ocupación de un espacio público por una empresa privada y otros aprobando la iniciativa, por la supuesta omisión de las autoridades públicas. En mayo ya se habían retirado las mesas y sillas, pero el bar Satyros dijo entonces que había presentado una nueva solicitud ante la Subprefectura para celebrar actividades culturales en junio, con la intención de renovarla cada mes.
La Praça Roosevelt también ha sido el punto de concentración final del desfile del orgullo LGBT de São Paulo. También inspiró a la dramaturga alemana Dea Loher, que escribió la obra La vida en la Plaza Roosevelt (Das Leben auf der Praça Roosevelt, en lengua alemana), compuesta por sketches, muchos de ellos basados en hechos reales. "Descubrí la plaza a través de sus ojos", dijo el dramaturgo a Folha de S.Paulo en 2004, refiriéndose a los fundadores de Satyros. "Ellos me abrieron este microcosmos como un modelo en miniatura de la sociedad, con sus jerarquías y conflictos. De repente me pareció casi lógico escribir sobre la plaza".
En septiembre de 2009, los comercios de la plaza acogieron una exposición de raras publicaciones francesas de la segunda mitad del siglo XIX. Las reproducciones, con grabados de la clase artística, estaban repartidas por varios establecimientos, desde la tienda de productos para mascotas hasta el carrito del palomitero que suele estar frente a los teatros. "La intención es unir a los vecinos y habituales de la plaza, que está tan deteriorada, en torno a lo que más la caracteriza, el teatro, el arte", dijo el organizador, Darío Bueno, al Jornal da Tarde. "Tuve tan buena acogida que no quise dejar a nadie fuera. Llamé a las puertas y el interés fue general" Cuatro meses después, en el cuadragésimo aniversario de la nueva plaza, Bueno organizó una exposición con fotos de la reforma en la misma línea.  En la Virada Cultural de 2010, la plaza acogió la "Dimensão Nerd", con RPG, cosplay y fans de cómics y ciencia ficción. Según la página web del diario O Estado de S. Paulo, comerciantes de la zona aseguraron que indigentes resistentes habían sido desalojados a la fuerza de la plaza por guardias municipales en la víspera del evento.